# Arc-sous-Cicon
Arc-sous-Cicon är en kommun i departementet Doubs i regionen Bourgogne-Franche-Comté i östra Frankrike. Kommunen ligger i kantonen Montbenoît som tillhör arrondissementet Pontarlier. År 2022 hade Arc-sous-Cicon 751 invånare.

## Befolkningsutveckling
Antalet invånare i kommunen Arc-sous-Cicon
Referens:INSEE